# 鹰状舌漏蛛
鹰状舌漏蛛（学名：Cybaeus aquilonalis）为并齿蛛科舌漏蛛属的动物。分布于日本以及中国大陆的吉林等地。该物种的模式产地在日本。